# A212 (Росія)
Автошлях А212 — магістральна дорога в Псковській області, Росія. Пролягає від кордону з Естонією в північно-східному напрямку до Пскова. Це частиною E77, північна ділянка якої пролягає від Калінінграда (Росія) через Шяуляй (Литва) і Ригу до Пскова, де зустрічається з E95 і магістральною дорогою Р23. Вона служить для з'єднання Калінінградського ексклаву та південних країн Балтії на північний захід Росії з метрополією Санкт-Петербург.

## Маршрут
| 0 км  | Прикордонний перехід Лухамаа — Шумілкіно                     |
| 10 км | Паничовичі                                                   |
| 29 км | Ізборськ                                                     |
|       | Дубник                                                       |
|       | Неєлово                                                      |
| 59 км | Псков                                                        |
| 66 км | Злиття з R23 (Санкт-Петербург — Невель — білоруський кордон) |

## Визначні пам'ятки
На А212 розташована фортеця Старий Ізборськ, побудована між 1302 і 1330 роками. Приблизно за 5 км на північ від дороги, в Сенно біля Нового Ізборська, стоїть церква Святого Юрія 1562 року. Місто Псков пропонує і інші історичні пам'ятки.